# جرمی برت
جِرِمی برِت با نامِ اصلی پیتر جِرمی ویلیام هاگینز (انگلیسی: Peter Jeremy William Huggins؛ ۳ نوامبر ۱۹۳۳ – ۱۲ سپتامبر ۱۹۹۵) بازیگر انگلیسی بود که به خاطر بازی در نقش کاراگاه شرلوک هولمز در سری تلویزیونی ماجراهای شرلوک هولمز ساخت بریتانیا معروف است. او به خاطر بازی در این نقش لقب بهترین شرلوک هلمز تاریخ را از آن خود کرد.

## ابتدای زندگی
برت در برکسول واقع در بخش وارویک‌شر انگلستان زاده شد و در کالج اِتون تحصیل کرد. برت بعدها گفت که در خواندن مشکل داشته و این به خاطر نارساخوانی وی بوده‌است. برت با اختلال صدای گفتار متولد شد که مانع از تلفظ صحیح صدای R می‌شد. او در نوجوانی تحت عمل جراحی ترمیمی و تمرین مداوم به بهبودی کامل رسید. زمانی که در اِتون بود در آواز سرآمد بود و یکی از اعضای گروه کر دانشگاه بود. وی توسط السی فاگرتی در مدرسه مرکزی سخنرانی و درام آموزش دید سپس در رویال آلبرت هال در لندن مستقر شد و در سال ۱۹۵۴ از آنجا فارغ‌التحصیل شد.

## بازیگری
برت در مدرسه مرکزی سلطنتی گفتار و نمایش در لندن بازیگری را آموخت. آغاز حرفه‌ای کار او در تئاتر کتابخانه در شهر منچستر در سال ۱۹۵۴ بود، و اولین نمایش روی صحنهٔ او با اولد ویک بود. او کار خود را با ایفای نقش‌های کلاسیک بسیاری از جمله: نقش‌های زیادی در آثار شکسپیر، در ابتدای کارش با اولد ویک و بعداً با تئاتر سلطنتی ادامه داد. اولین حضور او در برابر دوربین در سال ۱۹۵۴ اتفاق افتاد؛ ولی دو سال بعد از آن یعنی در سال۱۹۵۶ موفق شد که در فیلم جنگ و صلح، اقتباس از رمان مشهور لئو تولستوی فرصت بازی بیابد. اثر سینمایی دیگری که در کارنامه او به یادگار مانده، فیلم بانوی زیبای من در سال ۱۹۶۴ است. این اثر نامزد دریافت ۱۲ جایزه اسکار بود که موفق به کسب ۸ جایزه شد.
او در نقش جیمز باند در سریال «در دستگاه امنیتی علیاحضرت» تا قبل از اینکه شون کانری سریال را متوقف کند، بازی کرد، اما در ادامه نقش جیمز باند به جرج لازنبی داده شد. شرکت در تست انتخاب هنرپیشه ۰۰۷ در «زندگی کن و بگزار بمیرد» هم نا موفق بود و بالاخره راجر مور به عنوان بازیگر انتخاب شد.
از اوایل دهه ۶۰ میلادی، برت اغلب در تلویزیون بریتانیا بازی می‌کرد. در سریالهای زیادی درخشید مانند: D'Artagnan در ۱۹۶۶ که برداشتی از سه تفنگدار بود. او همچنین چند نقش کمدی هم داشت البته با درون مایهٔ کلاسیک مانند Captain Absolute در رقیبان.

## ایفای نقش ماندگار شرلوک هولمز
اگرچه او در طول ۴۰ سال کار خود در شخصی‌های بسیاری ایفای نقش کرد، برت هم‌اکنون به خاطر بازی خود در نقش شرلوک هولمز در طی سب های ۱۹۹۴–۱۹۸۴ در سریالی که شرکت فیلم‌های تلویزیونی گرانادا تهیه کرد، در ذهن‌ها مانده است. این سریال که برداشتی از داستانهای آرتور کانن دویل بود توسط جان هاکس-ورث و دیگران نوشته شده بود. اگرچه او همیشه از اینکه در یک نقش ثابت بازی کند بیزار بود، در ۴۱ قسمت از این سریال بازی کرد. بعد از قبول این نقش طاقت‌فرسا او تنها در چند نقش دیگر بازی کرد و اکنون او به عنوان نماد شرلوک هولمز شناخته می‌شود، همانگونه که بازیل رتبون در دههٔ ۱۹۴۰ این عنوان را داشت.
یکی از نکات جالب میان جرمی برت و نمایش شرلوک هولمز این است که او سابقه حضور در این اثر بر روی صحنه تئاتر را داشته ولی در نقش دکتر واتسن، و حتی اذعان داشته که ارتباط بهتری با این نقش برقرار نموده است. در آن نمایش چارلتون هستون ایفاگری نقش شرلوک هولمز را بر عهده داشت.
نکته جالب دیگر اینکه او چپ دست بود و در نقش شرلوک هولمز راست دست، و نوشتن در نمای نزدیک را یک بدل‌کار بر عهده می‌گرفت.

## بیماری و مرگ
برت از بیماری اختلال دوقطبی رنج می‌برد که با مرگ همسرش جوان ویلسون بدتر هم شد. همسر برت کمی بعد از فیلم‌برداری قسمتی از سریال هولمز که در آن شرلوک هولمز می‌میرد از دنیا رفت. برت بعد از مرگ همسرش مدتی بازی نکرد ولی بعد در سال ۱۹۸۶ در حالی که از مشکلات شدید عصبی به خاطر غم و اندوه و استرس ناشی از برنامه‌های فیلم‌برداری رنج می‌برد به بازیگری برگشت. در آخرین دههٔ زندگی خود، برت بارها به خاطر بیماری روانی خود به بیمارستان رفت و وضع سلامتی او در زمان فیلم‌برداری قسمت‌های پایانی سریال هولمز به‌طور محسوس رو به وخامت گذاشت.
برنامه‌ریزی این بود که همهٔ داستان‌های شرلوک هولمز فیلم‌برداری شود، ولی بعد از مرگ برت به علت ایست قلبی در لندن ادامهٔ پروژه ناتمام ماند. قلب برت به علت یک تب رماتیسمی در دوران کودکی آسیب دیده بود و به‌دلیل استفاده از داروهایی مانند نمک لیتیوم که برای بیماری روانی خود استفاده می‌کرد و همچنین مصرف سیگار ضعیف تر هم شد. ادوارد هاردویک گفت که برت در روز ۶۰ سیگار می‌خرید و در تمام روز آن‌ها را مصرف می‌کرد. بعد از اینکه مشکل قلبی او آشکار شد، برت بارها سیگار را کنار گذاشت ولی دوباره آن را ادامه داد تا سرانجام در سن ۶۱ سالگی در ۱۲ سپتامبر ۱۹۹۵ درگذشت.

## زندگی شخصی
در ۲۴ مه ۱۹۵۹، بِرِت با آنا مسی دختر ریموند مسی ازدواج کرد. پسر آن‌ها دیوید هاگینز در ۱۹۵۹ متولد شد و هم‌اکنون او یک کاریکاتوریست و تصویرگر و داستان‌نویس بریتانیایی است. برت و مسی در ۲۲ نوامبر ۱۹۶۲ از یکدیگر جدا شدند. چند سال بعد برت و مسی در نمایش رِبِکا در سال ۱۹۷۸ در شبکه بی‌بی‌سی در کنار هم بازی کردند. در سال ۱۹۷۶ برت با جوان ویلسون ازدواج کرد ولی جوان در سال ۱۹۸۵ به علت سرطان درگذشت.

## گزیدهٔ نقش‌آفرینی‌ها
| سال  | عنوان                   | نقش               | یادداشت          |
| ---- | ----------------------- | ----------------- | ---------------- |
| ۱۹۵۶ | جنگ و صلح (فیلم ۱۹۵۶)   | نیکولای روستوف    |                  |
| ۱۹۶۴ | بانوی زیبای من          | فردی آینسفورد-هیل |                  |
| ۱۹۷۱ | نیکلاس و الکساندرا      |                   | بی‌اعتبار         |
| ۱۹۷۸ | تماس مدوسا (فیلم)       | ادوارد پاریش      |                  |
| ۱۹۹۶ | مال فلاندرز (فیلم ۱۹۹۶) | پدر هنرمند        | (نقش فیلم نهایی) |

| سال  | عنوان                 | نقش       | مکان              |
| ---- | --------------------- | --------- | ----------------- |
| ۱۹۵۶ | ریچارد دوم انگلستان   | دوک اومرل | تئاتر وینتر گاردن |
| ۱۹۵۶ | مکبث                  | مالکم     | تئاتر وینتر گاردن |
| ۱۹۵۶ | رومئو و ژولیت         | پاریس     | تئاتر وینتر گاردن |
| ۱۹۵۷ | ترویلوس و کرسیدا      | ترویلوس   | تئاتر وینتر گاردن |
| ۱۹۶۱ | هملت                  | هملت      |                   |
| ۱۹۶۷ | هر طور شما دوست دارید | اورلاندو  | تئاتر ملی سلطنتی  |

| سال       | عنوان               | نقش         |
| --------- | ------------------- | ----------- |
| ۱۹۹۴–۱۹۸۴ | ماجراهای شرلوک هلمز | شرلوک هولمز |
| ۱۹۷۷      | فراطبیعی            |             |